# Saint-Cyr-la-Lande
Saint-Cyr-la-Lande är en kommun i departementet Deux-Sèvres i regionen Nouvelle-Aquitaine i västra Frankrike. Kommunen ligger i kantonen Thouars 1er Canton som tillhör arrondissementet Bressuire. År 2022 hade Saint-Cyr-la-Lande 373 invånare.

## Befolkningsutveckling
Antalet invånare i kommunen Saint-Cyr-la-Lande
| Referens: INSEE |